# نيفيل ديكي
نيفيل ديكي (بالإنجليزية: Neville Dickie)‏ هو عازف جاز وعازف بيانو بريطاني، ولد في 1937 في درم في المملكة المتحدة.

## وصلات خارجية
- نيفيل ديكي على موقع ميوزك برينز (الإنجليزية)
- نيفيل ديكي على موقع أول ميوزيك (الإنجليزية)
- نيفيل ديكي على موقع ديسكوغز (الإنجليزية)